# Representações culturais de leões
As representações culturais de leões são conhecidas em países europeus, africanos e asiáticos. O leão tem sido um símbolo importante para os humanos há dezenas de milhares de anos. As primeiras representações gráficas apresentam os leões como caçadores organizados com grande força, estratégias e habilidades. Em descrições posteriores de cerimônias culturais humanas, os leões eram frequentemente utilizados simbolicamente e podem ter desempenhado papéis significativos na magia, como divindades ou associação próxima com divindades, e serviram como intermediários e identidades de clã.
Os primeiros registros históricos no Egito apresentam um panteão religioso estabelecido que incluía uma leoa como uma das figuras culturais mais poderosas, protegendo o povo e, especialmente, seus governantes, além de receber funções poderosas na natureza. À medida que grupos humanos deixaram de ser clãs e tribos isolados para se tornarem cidades, reinos e países, os símbolos antigos mantiveram sua importância ao assumirem novos papéis e os leões permaneceram como símbolos populares até os tempos atuais.